# Countdown (película)
Countdown (Личный номер en ruso, transl. Lichniy nomer) es una película italo-rusa de acción de 2004 dirigida por Evgeni Lavrentev

## Argumento
Aleksei Smolin (Aleksei Makarov) es un agente de la FSB prisionero de un campo de prisioneros localizado en Chechenia que consigue escapar gracias a Catherine Stone (Louise Lombard), una reportera que solo sabe de él, que le forzaron a confesar en vídeo un supuesto ataque contra civiles chechenos.
Al mismo tiempo, en un punto de Oriente Medio, un grupo terrorista islámico en cooperación con separatistas chechenos planean secuestrar un circo con niños en Moscú. Una vez consiguen su objetivo ordenan una serie de condiciones para no explotar el recinto con los rehenes, entre ellas que el intermediario sea Lev Pokrovsky (Viktor Verzhbitsky), empresario ruso al que se le prohíbe la entrada al país y que pretende utilizar la situación para ser recibido como un héroe.
Una de las rehenes resulta ser la hija de Smolin (Linda Tabagari), al descubrir que su hija está entre los rehenes, Smolin planea entrar en el circo y rescatar a los civiles, pero la cosa no queda ahí puesto que los islamistas planean a su vez atentar en Roma mediante un explosivo con plutonio a bordo de un avión aprovechando que se celebra una cumbre antiterrorista.

## Reparto
- Aleksei Makarov es Aleksei Smolin.
- Louise Lombard es Catherine Stone.
- Yuri Tsurilo es General Karpov.
- Viktor Verzhbitsky es Lev Pokrovsky.[1]
- Vyacheslav Razbegaev es Umar Tamiyev.
- Ramil Sabitov es Hassan.
- John Amos es Almirante Melori.
- Yegor Pazenko es Zauyus Boikis.
- Mariya Golubkina es Tatiana Smolina.
- Mariya Siomkina es Masha.
- Linda Tabagari es Hija de Aleksei Smolin.
- Vladislav Kopp es Miembro del ATSh.
- Aleksandr Karpov es Marchenko.
- Orso Maria Guerrini es primer ministro de Italia.

## Nota
1. ↑  Alusión a Boris Berezovski